# 中国基督教新教
中國新教是中國的基督教體系中三大教派之一，也是中華人民共和國内的五大宗教之一。在中國，「基督教」一词廣義上是東正教、天主教、新教的總稱，狹義上專指新教。新教第一次來中國傳播是1807年，是由英國倫敦會的馬禮遜進行的。新教比天主教進入中國晚許多，但是新教的傳播發展很快，對中國近代史產生了重要的影響。在2018年中國政府發布的資料中指出，中國的新教徒已達3800多萬人。
中國現代教育、醫學、傳媒的發展，都可以發現新教的重要影響。
1949年之前，新教組織有的受海外傳教差會管理，有的屬於中國教徒自己設立自己管理。1949年之後，政府強制所有新教教會中斷與海外的關係，包括原有的中國自立教會，都服從於統一的，由政府设立的管理機構，即中國基督教三自愛國運動委員會和中國基督教協會。未加入三自的教會都視為非法，並禁止其活動。
1966年起，“文革”期間，新教跟其他宗教一樣，受到全面禁止，大多數教堂挪作他用或遭拆毀，教會活動轉入地下進行。1978年起，改革開放以来，宗教活動逐步獲得解禁，教堂亦逐漸復堂。
目前海外傳教差會派遣傳教士來華傳教的方式和中國自發教會組織跨地區傳教仍然受到禁止。由於“文革”的歷史遺留以及一些人不認可官方控制的三自教會，許多信徒自組教會，稱為「家庭教會」或者「地下教會」（又有“地下天國”之稱）。而因為家庭教會不符合「三自」要求，一直以來都處於灰色地帶，在部分地區甚至遭到政府打壓，多個家庭教會遭到取締，信徒被拘留。對自發教會的禁止，成為一個困擾中國人權狀況的問題。

## 各地新教

### 四川
最早进入四川的新教传教士，是倫敦傳道會的杨格非和大英聖經公會的偉烈亞力。他们于1868年经湖北进入四川，遍游全省，对各地进行考察。但這次遊歷是預備之旅，並未設立任何教會。直到1877年，倫敦內地會的麥嘉底（John McCarthy）才在重慶府開設了全川第一間傳教站。从此到1949年12月为止，先后入川的传教士共计1808人。其中来自英、美、加三国的传教士，占全体传教士的93％。传教士人数在全国排位第四。

### 北京
新教传入北京，始于1861年伦敦会的医疗传教士雒魏林。数年之内，英国圣公会、美北长老会、公理会和美以美会等英美差会均在北京得以立足。北京的新教在1900年的庚子事变中受到毁灭性的打击，但是在20世纪初经历了较大的发展，成为英美教堂和传教士集中的城市之一，兴办了燕京大学等众多的教育、医疗设施；同时，北京也成为新兴的华人自立教会（例如史家胡同基督徒会堂）的重要基地。在中華人民共和國建立之後，由於中华人民共和国政府所提倡的三自運動以及對無神論的廣為宣傳，使得新教在北京的發展幾經波折。現在新教在北京有逐漸恢復發展，基督徒也逐漸成長，并且在家庭教会中聚会的基督徒人数明显超过在登记教堂聚会的信徒人数。

### 上海

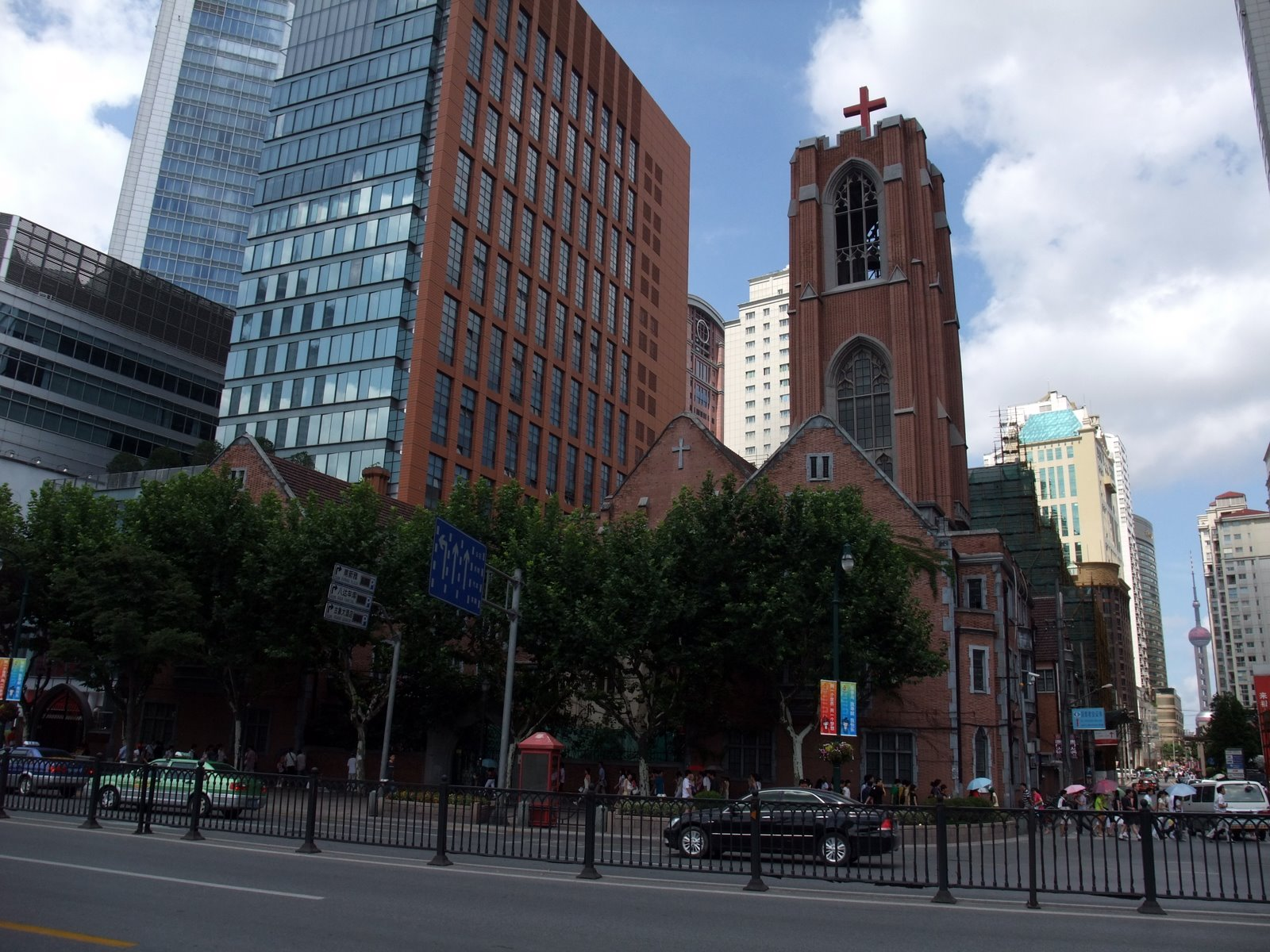
位于闹市区的西藏中路沐恩堂（原名慕尔堂）

上海的新教于1843年，即上海开埠的同一年，由英国伦敦会的传教士麦都思传入。此后，来自英美各教派的差会陆续进入上海，其中规模较大的包括美南监理会、美国圣公会、美南浸信会和美北长老会，均在19世纪传入。它们兴建众多的教育、医疗以及慈善机构，例如圣约翰大学和沪江大学。许多全国性基督新教团体机构，都将总部设在上海。在华最大的差会中国内地会虽然在上海并无重要的传教事业，也将总部设在上海。20世纪上半叶，上海又出现不少华人创立的独立团体，影响较大的包括地方教会（基督徒聚会处）、伯特利教会以及灵粮堂。目前上海有可统计信徒21万多人（2011年），开放的新教教堂点164处，其中市区大多为建成多年的老教堂，被列为各级保护文物。上海圣三一堂为中国基督教两会驻地。

### 安徽
安徽省的新教由中国内地会于1869年首先传入，此后陆续有其余8个西方传教差会来到安徽省，其中绝大多数来自美国，并且以南京为基地发展到安徽。在1920年代以前，安徽省属于新教势力比较薄弱的省份。1920年代和1930 年代，新教在安徽取得较大发展，1949年，安徽省新教信徒42625人，其中中国内地会和长老会的信徒超过1万人，均主要分布在北部淮河流域。虽然在1950年代教堂从600多处下降到60多处，文革期间又全部关闭，但是自文革后期，安徽的地下新教活动大规模兴起，新教信徒迅速增加，现在该省的新教基督徒人数大约有200万，仍以北部为主。

### 浙江
新教于1843年由美北浸礼会传教士玛高温首先传入浙江的宁波。宁波是五口通商开放的第一批港口，为受到英美差会重视的早期传教基地，此后陆续有美北长老会、
英国圣公会、循道会、基督徒会、神召会、等传入，并从宁波传入浙江各地。在中国最大的传教差会中国内地会，由曾在宁波传教的戴德生创立，1866年该会第一批传教士来华，即将第一个传教站选择在浙江省会杭州。不过，浙江南部的温州地区成为内地会、循道公会以及地方教会在中国传教最成功的地区之一。到1949年以前，仅温州地区已经有7万多新教信徒，占全中国的1/10。在文革以后，宁波百年堂是中国第一所恢复开放的基督教堂。今天，浙江省的新教基督徒约有160万，温州地区占其中半数，常被称为“中国的耶路撒冷”。杭州市新教基督徒以萧山区最为集中，而宁波地区新教基督徒以慈溪市较为集中。2005年杭州市复建了由内地会创建的崇一堂，为目前中国最大教堂。

### 福建

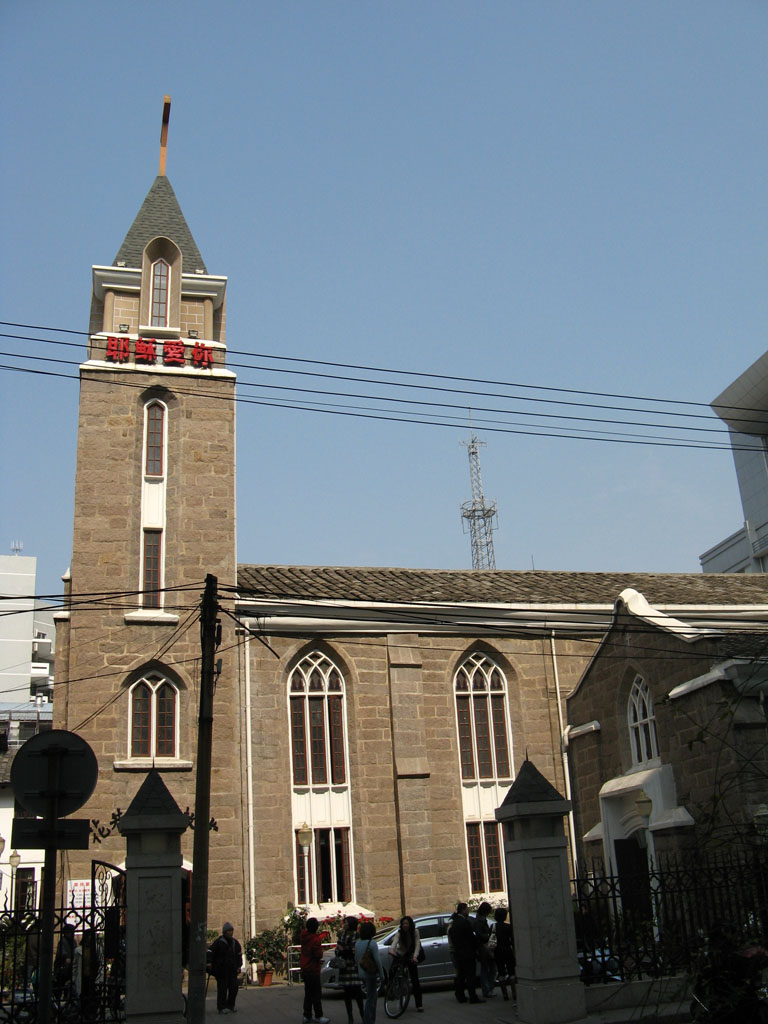
福州花巷堂（原卫理公会尚友堂）

新教于1842年传入厦门，数年后建成中国大陆第一座供华人做礼拜的基督教堂新街堂，被称为“中华第一圣堂”，现仍在使用，为福建省文物保护单位。此后，归正会、伦敦会和英国长老会进入厦门，而美国公理会差会、美以美会差会和英国圣公会先后传入福州，并分别从厦门传入福建南部，并从福州传入福建其他大部分地区，成为福建省的几大主流教派。20世纪初闽南的三大教派以及闽北的公理会均加入中华基督教会。传教最为成功者为美以美会（1939年更名卫理公会），总部设于福州仓山天安堂。1949年福建省基督新教信徒超过10万。
目前福建省新教信徒人数为68万，其中福州市超过20万人，而其中福清市约有10万人。
有不少著名的中国教会领袖来自于福建省，例如宋尚节、倪柝声和王载。

### 江苏
太平天国时，曾有若干传教士前来访问，但是新教在江苏省的永久性传教事业开始于1867年（不含上海市）内地会传教士童跟福（G.Duncan）进入南京（后来转交给新来的其他差会），次年戴德生亲赴扬州，而引发扬州教案，1868年，美南监理会差会得以正式在苏州立足。此后，新教约有30个教派陆续传入江苏省，其中传教规模最大的包括美南长老会和美南监理会，前者是在江苏北部的主要传教差会，曾经在清江浦（淮安）开设仁慈医院；后者的传教在太湖流域，在苏州曾开办有东吴大学、博习医院等著名机构。
目前江苏省的新教信徒约为160万人，大部分集中分布于北部（宿迁、淮安、盐城、徐州、连云港5市）以及南京市。1958年以后，江苏多数教派举行联合礼拜。在一些城市里，仍沿用过去传教士所建的老教堂，如南京的圣保罗堂、莫愁路堂（原中华基督教会汉中堂），苏州宫巷堂（乐群社会堂）、苏州圣约翰堂和使徒堂（思杜堂），但是亦新建了一批大型教堂，如苏州狮山堂。
南京是在1949年以前西方传教士超过100人的少数中国城市之一，也是今天中国基督新教的全国性中心之一。历史上美北长老会、基督会、来复会均以南京为基地，再传入安徽省。差会在此开设金陵大学、金陵女子大学和金陵神学院，后者是目前中国唯一的全国性神学院。爱德印刷公司和新教社会服务机构爱德基金会也都设在南京。

### 山东

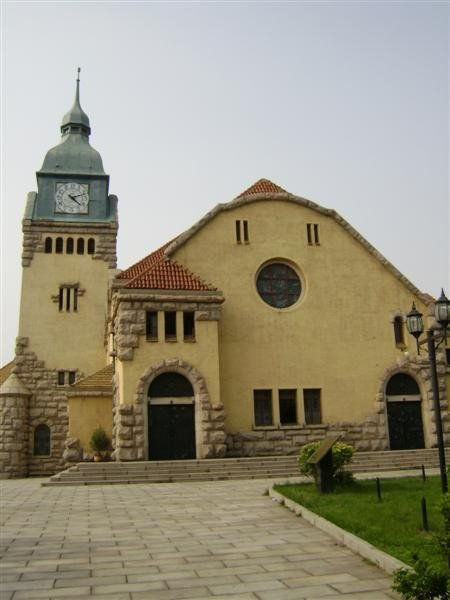
青岛江苏路基督教堂

新教于1860年底由美南浸信会首先传入该省的烟台。次年，美北长老会传教士在登州（蓬莱）建立总堂。英国浸礼会亦传入山东，后来以青州为主要基地。以上为在该省传教较早而又最为成功的三个差会。1919年，山东的受餐新教徒人数居各省第二位，大部分集中于中部及东部一带乡镇中，人数最多的县份为平度县（6801人），但是504名西方传教士则大多居住在城市中（济南和烟台超过80人）。目前山东省的新教教徒约为90万人。

### 广东
广东是新教最早传入的中国省份。1807年，伦敦会传教士马礼逊秘密进入广州，作为东印度公司职员在广州居留，从事圣经翻译工作。此后，有20多个教派陆续进入广东，其中规模较大的有：美南浸信会、美北长老会、巴色会、德国信义会、英国长老会以及美北浸礼会。1919年时，广东的受餐教徒居各省第一位，为61262人。1949年广东有9万基督新教信徒，仍属于新教信徒较多的省份；目前可统计新教信徒30万人，属于增长较缓慢的地区。广东的新教基督徒以东部的客家人较多，主要渊源于瑞士巴色会的传教活动。此外信徒中外来移民占有相当的比例。
广州市内主要沿用老教堂，大多为过去传教士所建，如东山浸信会堂、圣公会救主堂、同寅会洪德堂、信义会芳村堂；沙面会堂系英国侨民教堂；伦敦会万善堂在原址复建；光孝堂和锡安堂系当年华侨回国创办的教堂。深圳新建了大型教堂。